# Slættaratindur
Slættaratindur est le point culminant de l'archipel des îles Féroé, atteignant 880 m d'altitude.

## Toponymie
En féroïen, Slættaratindur signifie « sommet plat ».

## Géographie
Slættaratindur est la plus haute montagne des îles Féroé. Elle est située dans la partie nord de l'île d'Eysturoy, la 2e plus grande île de l'archipel, entre les villages d'Eiði, Gjógv et Funningur. Administrativement, le sommet est situé sur les communes d'Eiði, Runavík et Sunda.
Slættaratindur présente un sommet plat typique dans l'ensemble des îles Féroé. Slættaratindur est l'une des dix montagnes de l'archipel qui dépasse 800 mètres. Le second plus haut sommet, Gráfelli (en), se situe juste au nord-est.
Comme le reste de l'archipel, la montagne est un vestige de l'ancien plateau basaltique formé il y a 55 millions d'années lors de la séparation entre Europe et Groenland.

## Ascension
L'ascension du Slættaratindur peut être effectuée en 4 heures et ne présente pas de difficultés. En général, elle s'effectue en débutant la montée entre Eiði et Funningur. Il est également possible d'escalader la montagne par le nord-est, depuis le col situé entre Funningur et Gjógv, en passant par Gráfelli (en).
Par beau temps, la vue du sommet englobe tout l'archipel des Féroé. Selon le Livre Guinness des records, il serait possible d'apercevoir le sommet du Vatnajökull en Islande (2 119 m d'altitude), distant de 550 km, grâce aux effets de réfraction atmosphérique. Cette affirmation est cependant contestée.
Au solstice d'été, une tradition féroïenne consiste à escalader Slættaratindur afin d'observer le soleil se coucher et se relever.